# Enrique Roselló
Enrique Roselló (Villanueva de Castellón, Valencia; 3 de agosto de 1938-Játiva, Valencia; 18 de mayo de 2017) fue un futbolista que jugaba en la demarcación de defensa.

## Biografía
Empezó a formarse como futbolista en el Olímpic de Xàtiva, donde jugó en tercera división, hasta que en 1959 fichó por el Levante UD. Jugó un total de seis partidos de liga con el club valenciano durante una temporada en la segunda división, quedando en sexta posición en liga. Posteriormente jugó también en el Gimnástic de Tarragona, hasta que en 1967 fichó por la UE Lleida. También jugó para el Ontinyent CF, la Unión Deportiva Castellonense, el CD Alcoyano, la SD Sueca, la UD Alzira, la UD Oliva, el Benidorm CF y el Paiporta CF antes de recalar en el CD Llosa, donde finalizó su carrera como jugador-entrenador.
Falleció el 18 de mayo de 2017 en Játiva, Valencia a los 79 años de edad.

## Clubes
| Club                   | País   | Año       | Partidos | Goles |
| ---------------------- | ------ | --------- | -------- | ----- |
| Olímpic de Xàtiva      | España | 1957-1960 |          |       |
| Levante UD             | España | 1960-1961 | 8        | 0     |
| Gimnástic de Tarragona | España | 1964-1967 | 2        | 0     |
| UE Lleida              | España | 1967-1968 | 14       | 0     |
| Atlético Monzón        | España | 1969-1970 | 1        | 0     |